# Lipotriches kondeana
Lipotriches kondeana är en biart som först beskrevs av Embrik Strand 1913.  Lipotriches kondeana ingår i släktet Lipotriches och familjen vägbin. Inga underarter finns listade i Catalogue of Life.